# Лаутерталь (Баварія)
Лаутерталь (нім. Lautertal) — громада в Німеччині, розташована в землі Баварія. Підпорядковується адміністративному округу Верхня Франконія. Входить до складу району Кобург.
Площа — 30,34 км2. Населення становить 4412 ос. (станом на 31 грудня 2020).